# Sròn an t-Sìthein
Sròn an t-Sìthein (nom en gaèlic escocès, en anglès Strontian), és una localitat del nord-oest d'Escòcia. Va donar nom al mineral estroncianita, descobert aquí, i l'element químic estronci que conté.